# ゼルタース (タウヌス)
ゼルタース (タウヌス) ( Selters (Taunus)) は、ドイツ連邦共和国ヘッセン州中部、ギーセン行政管区のリムブルク＝ヴァイルブルク郡に属す町村である。

## 地理

### 位置
ニーダーゼルタース、アイゼンバッハ、ミュンスター、ハインチェンの各地区からなるゼルタースの町域の大部分は、タウヌス山地の北側、ヒンタータウヌス東部の標高 170 m から 500 m に位置している。首邑であるニーダーゼルタースは、リムブルク盆地の南部に含まれており、したがってラーン川の谷につながっている。南から延びてこの盆地に合流するイトシュタインの窪地は、ラーン川に注ぐエムスバッハ川沿いに伸びており、良好な気候と肥沃な土壌から地元では「ゴルデナー・グルント」（直訳: 黄金の土地）と呼ばれる。ミュンスター地区周辺の町域北部は、地質学上、デボン紀中期の鉱物資源を豊かに産出する「ラーンムルデ」に属している。特に重要なのは鉄鉱石の産出である。

### 隣接する市町村
ゼルタースは、北はフィルマーおよびヴァイルミュンスター（ともにリムブルク＝ヴァイルブルク郡）、東はヴァイルロート（ホーホタウヌス郡）、南はバート・カムベルク、南西はヒュンフェルデン、西はブレヒェン（3市町村はリムブルク＝ヴァイルブルク郡）と境を接する。

### 自治体の構成
この町には4つの地区がある。人口は2020年6月30日現在の数値である
| 地区名             | 地区名        | 人口（人） | 面積 (ha) |
| ------------------ | ------------- | ---------- | --------- |
| ニーダーゼルタース | Niederselters | 3,186      | 799       |
| アイゼンバッハ     | Eisenbach     | 3,035      | 1,231     |
| ミュンスター       | Münster       | 1,070      | 815       |
| ハインチェン       | Haintchen     | 889        | 1,202     |

## 歴史
ゼルタースは、ヘッセン州の地域再編に伴い、1974年7月1日に、それまで独立していた4町村が合併して成立した。公式名称は「ゼルタース (タウヌス)」である。

## 住民

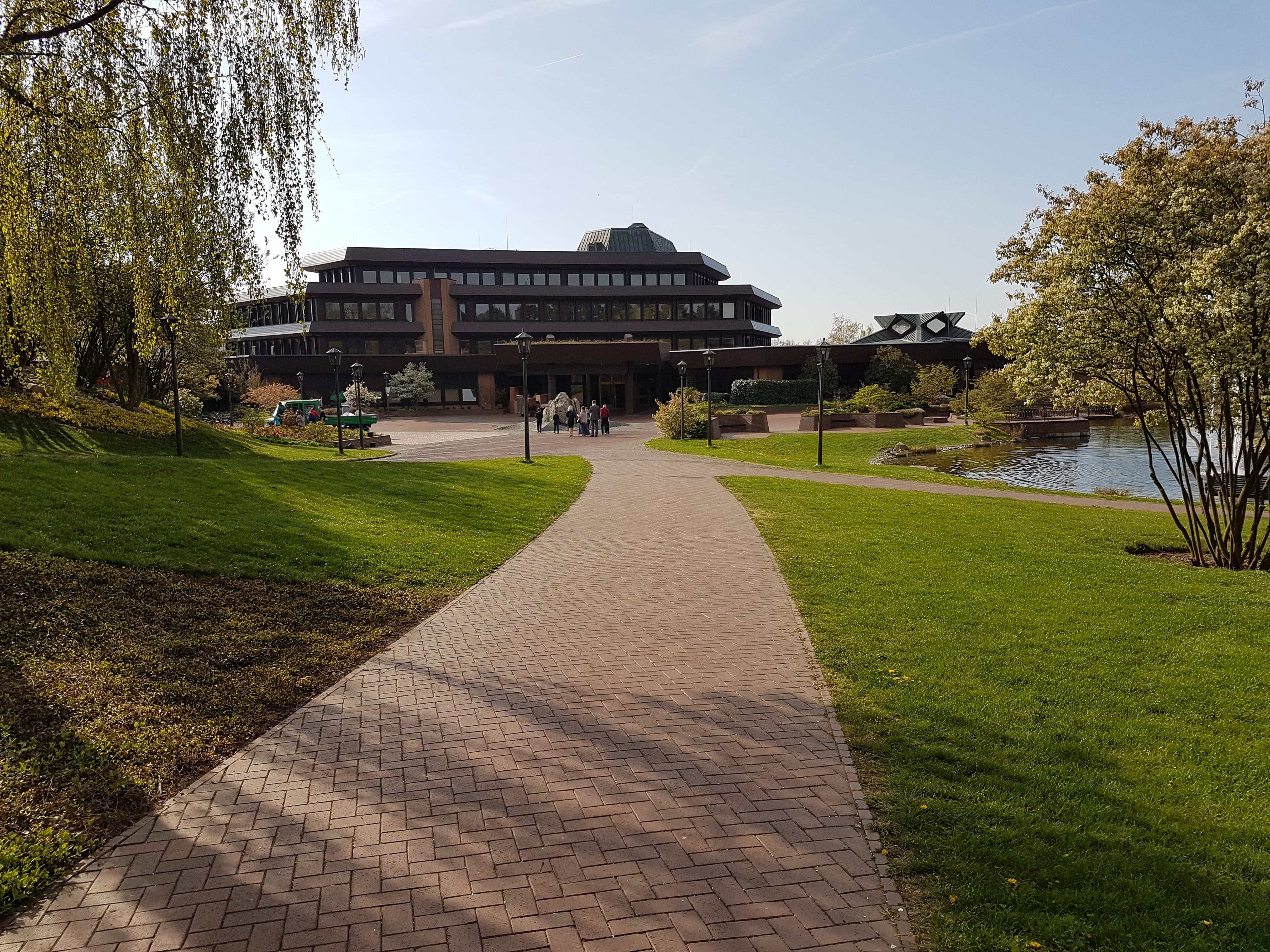
エホバの証人中央ヨーロッパ支部本館

### 宗教
エホバの証人の中央ヨーロッパ支部事務所がゼルタース・イム・タウスヌスに存在する。ドイツ語圏のエホバの証人の活動はここでコーディネイトされている。1979年から約1,050人の宗教団体構成員がニーダーゼルタースに住み、印刷所、翻訳事務所、組織運営部門、流通部門および修道院風の組織の工房で仕事を行っている。ゼルタースでは約100カ国の25,000人を超えるエホバの証人信者のための書籍が印刷され、流布されている。

## 行政

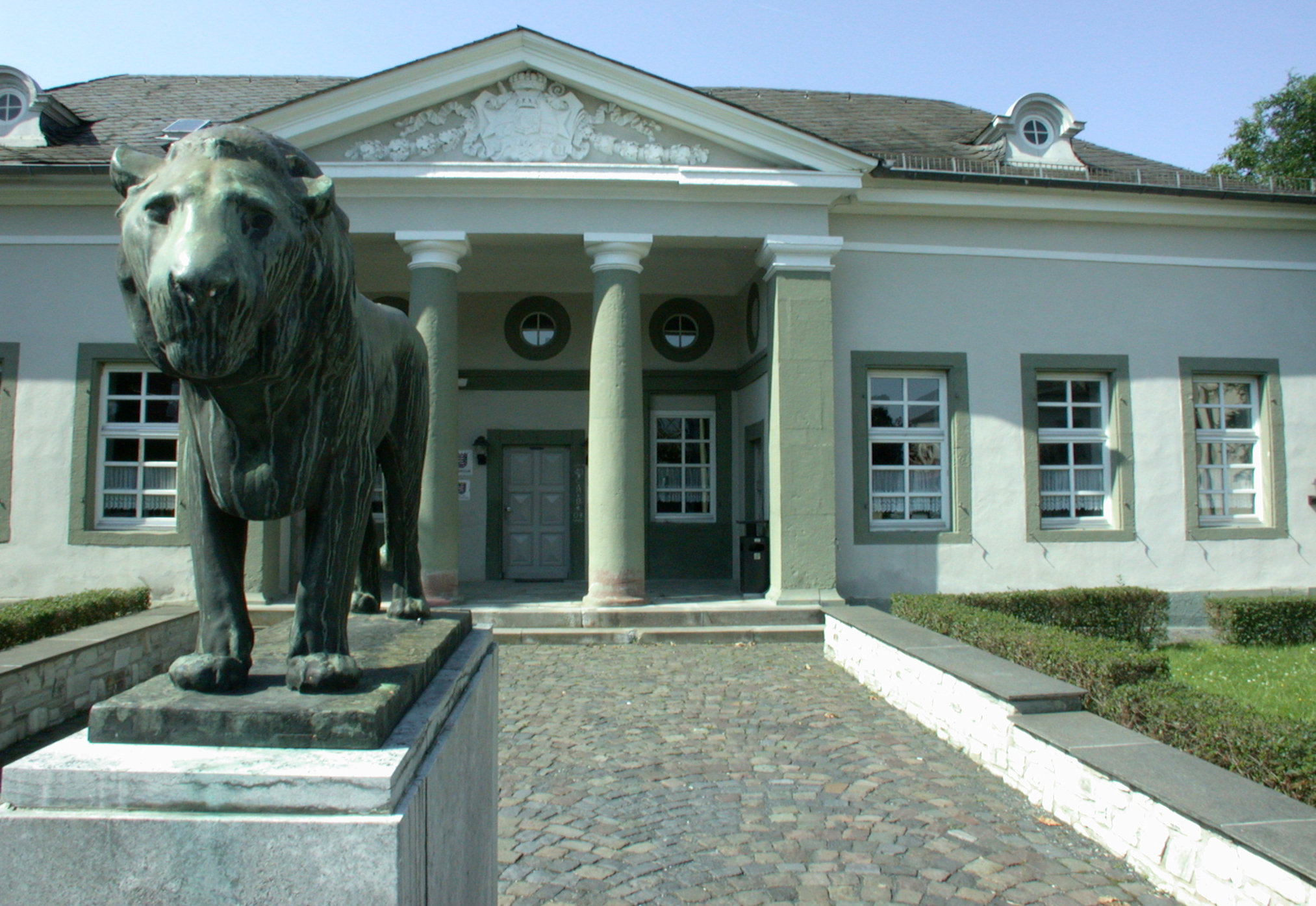
ゼルタース町役場

### 議会
ゼルタースの町議会は31議席からなる。

### 首長
ヘッセン州市町村法に基づき、町長は参事会の議長を務める。ゼルタースでは、参事会は、町長の他に8人の名誉職の会員からなる。町長は、2010年8月1日から無所属のベルント・ハルトマンが務めている。歴代町長を以下に列記する。
- 1974年 - 1986年　ヨーゼフ・ヴェルターマン (CDU)
- 1986年 - 2010年　ノルベルト・ツァーベル (CDU)
- 2010年 - 　ベルント・ハルトマン（無所属）

### 紋章
ゼルタース (タウヌス) は、1980年7月30日にヘッセン内務大臣から以下の紋章の使用を許された。
図柄: 四分割。第1フィールド（向かって左上）は赤地に、斜めに傾けられた銀のジョッキ。あふれた銀色の水に青がちりばめられている。第2フィールド（向かって右上）は銀地で、赤い司教杖の上部と赤い十字架杖の上部が斜めに交差している。第3フィールド（向かって左下）は銀地に赤いハンマーとピック。第4フィールド（向かって右下）は赤地で青 - 銀の波状の基部を泳ぐ銀の白鳥。

## 文化と見所

### 建築
ニーダーゼルタースにあるゼルタース町役場は、かつてはトリーア選帝侯の兵舎であった。

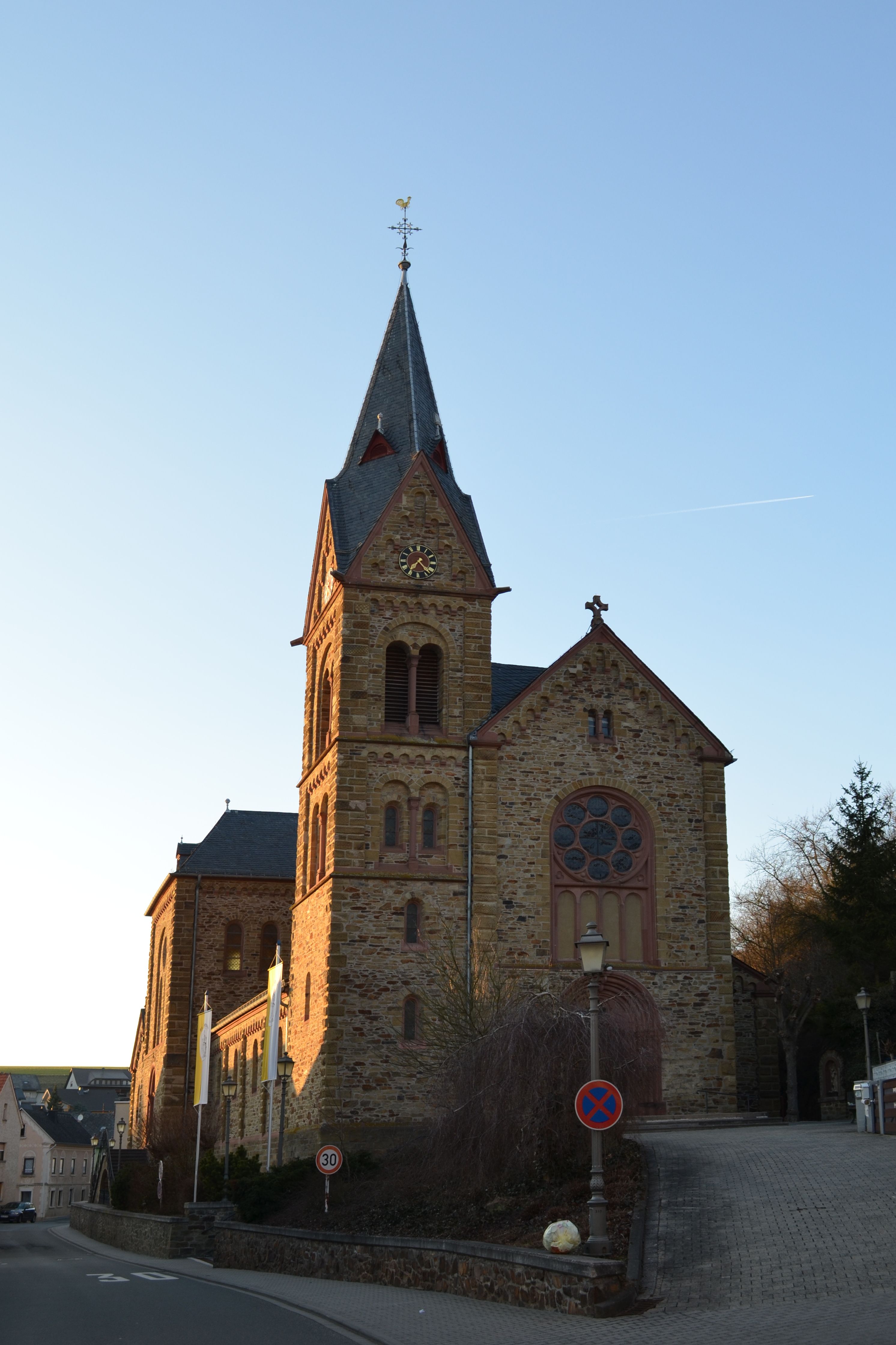
アイゼンバッハのカトリック聖ペトルス教区教会

#### アイゼンバッハ
- カトリックの聖ペトルス教区教会。1896年 - 1898年建造
- ホーフ・ツー・ハウゼン。1275年に最初の記録がなされた。アイゼンバッハ近郊
- 3階建て、軒を通りに向けた住宅群。化粧漆喰による装飾ファサードを持つ。1900年頃建造。

#### ハインチェン
- カトリックの聖ニコラウス教会。1749年 - 1750年建造。
- 古典主義様式の校舎。1843年 - 1844年建造。
- 集落内の聖人の祠や路傍のキリスト十字架像。18世紀中頃。

#### ミュンスター
- 福音主義自衛教会。12世紀。
- 旧校舎。1826年 - 1827年建造。
- 旧リンデンベルク鉱山。19世紀から20世紀。

#### ニーダーゼルタース
- 1717年建造の旧教会。現在は催事・文化センターとなっている。
- カトリックの聖クリストフォルス教区教会。1908年 - 1909年建造。
- 町役場（旧トリーア選帝侯軍兵舎）。1781年 - 1789年建造。
- ゼルタース鉱泉
- 旅館「ツーム・レミシャー・カイザー」18世紀。

### 博物館
- ミュンスターの郷土博物館
- ニーダーゼルタースのゼルタースヴァッサー博物館[8]

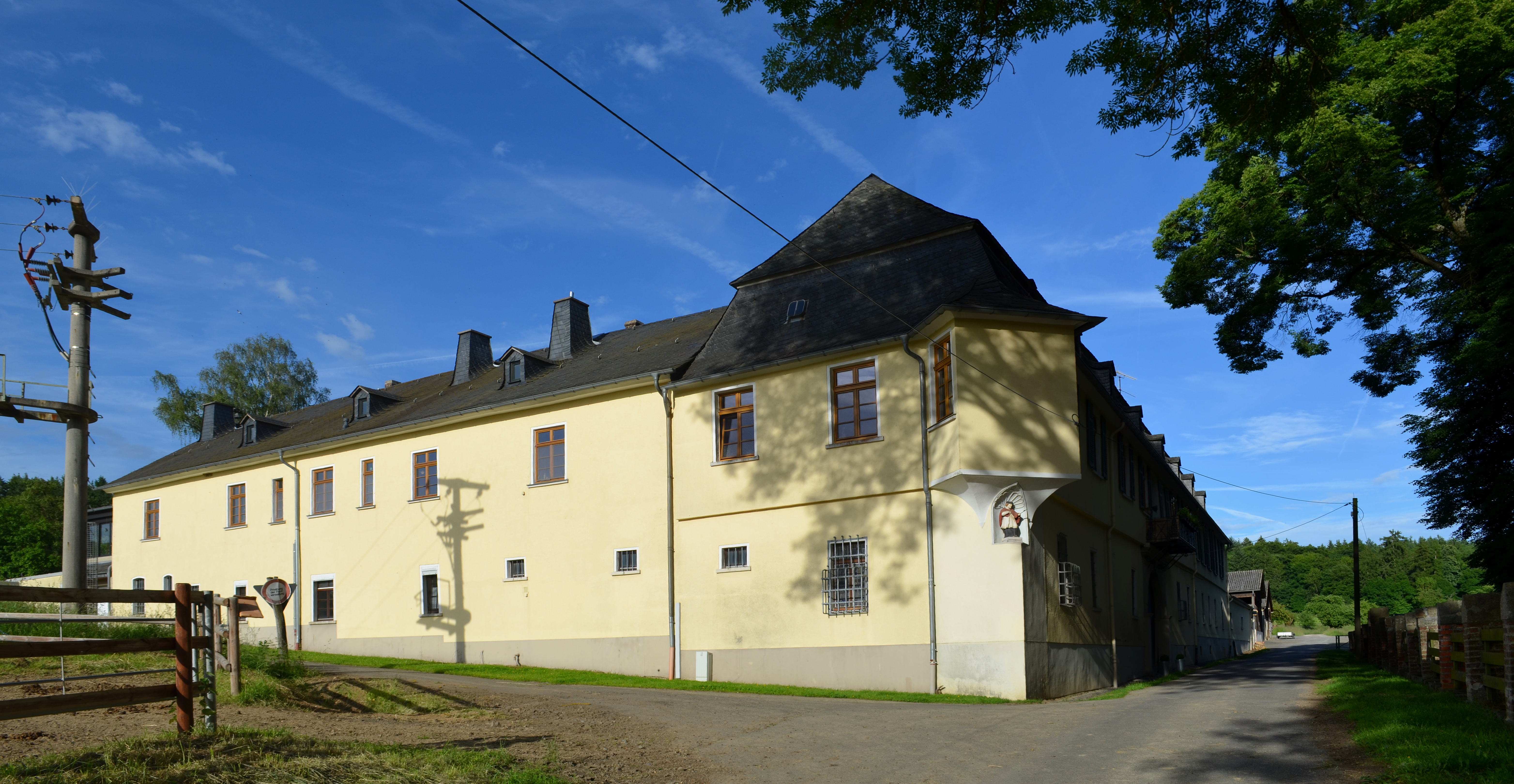
アイゼンバッハのホーフ・ツー・ハウゼン
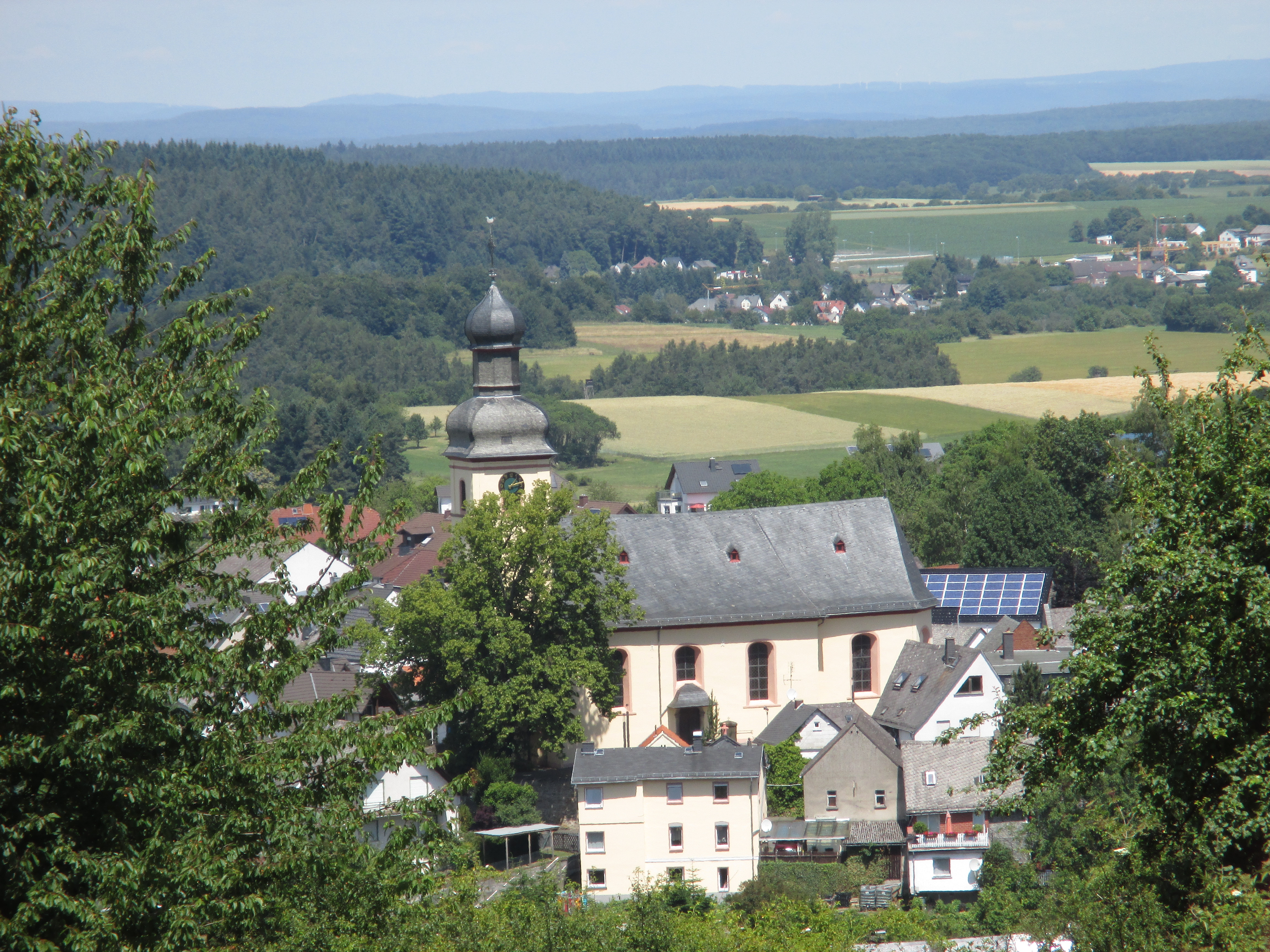
ハインチェンのカトリック聖ニコラウス教会
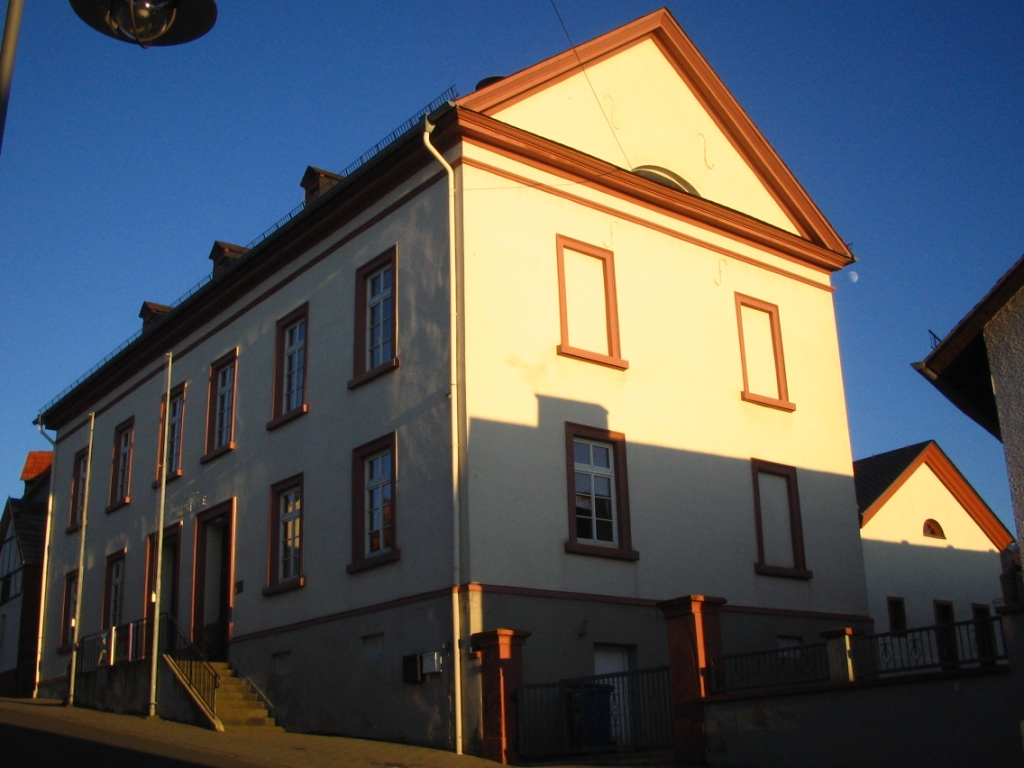
ハインチェンの基礎課程学校校舎
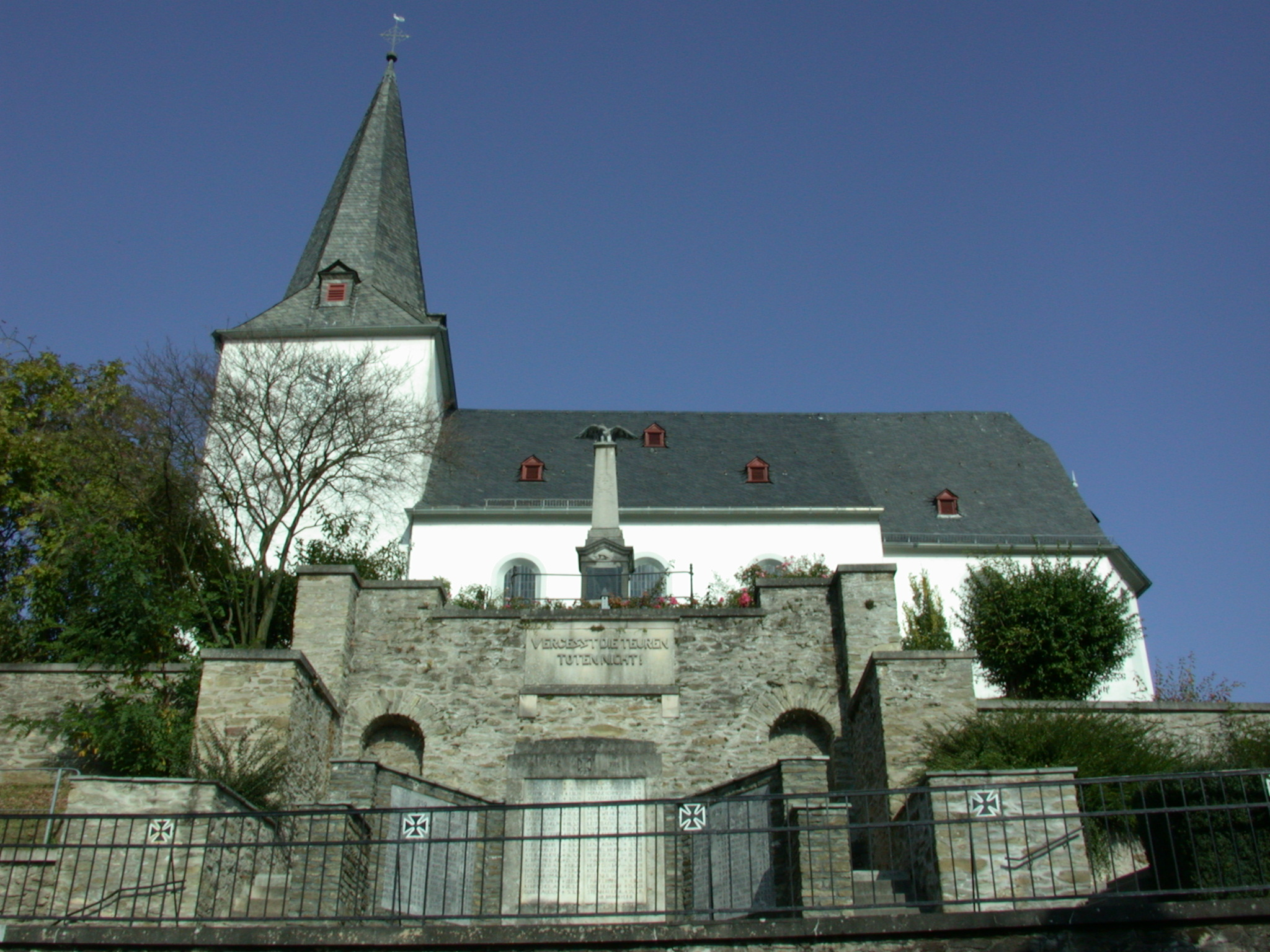
ミュンスターの福音主義自衛教会
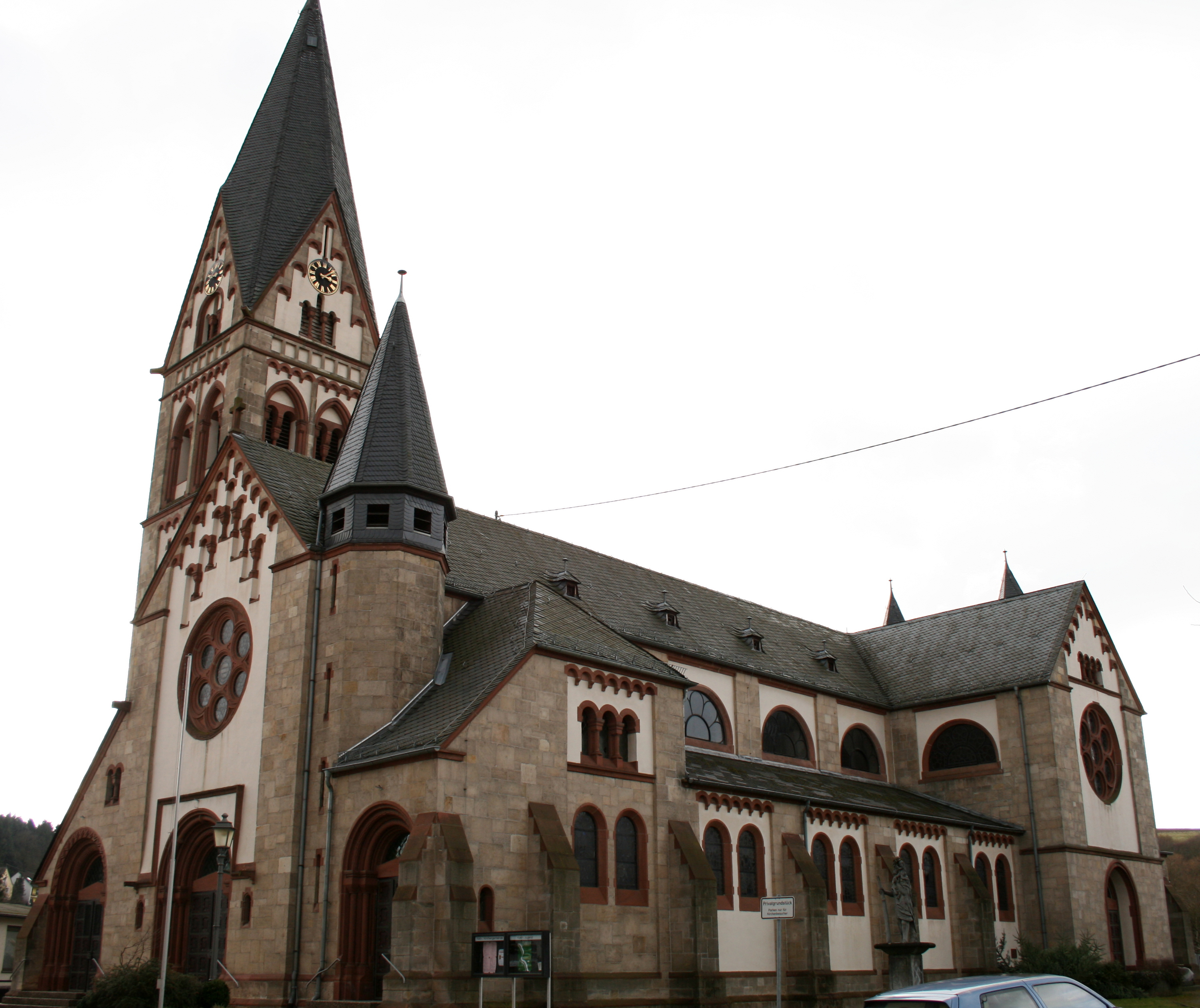
ニーダーゼルタースのカトリック聖クリストフォルス教区教会
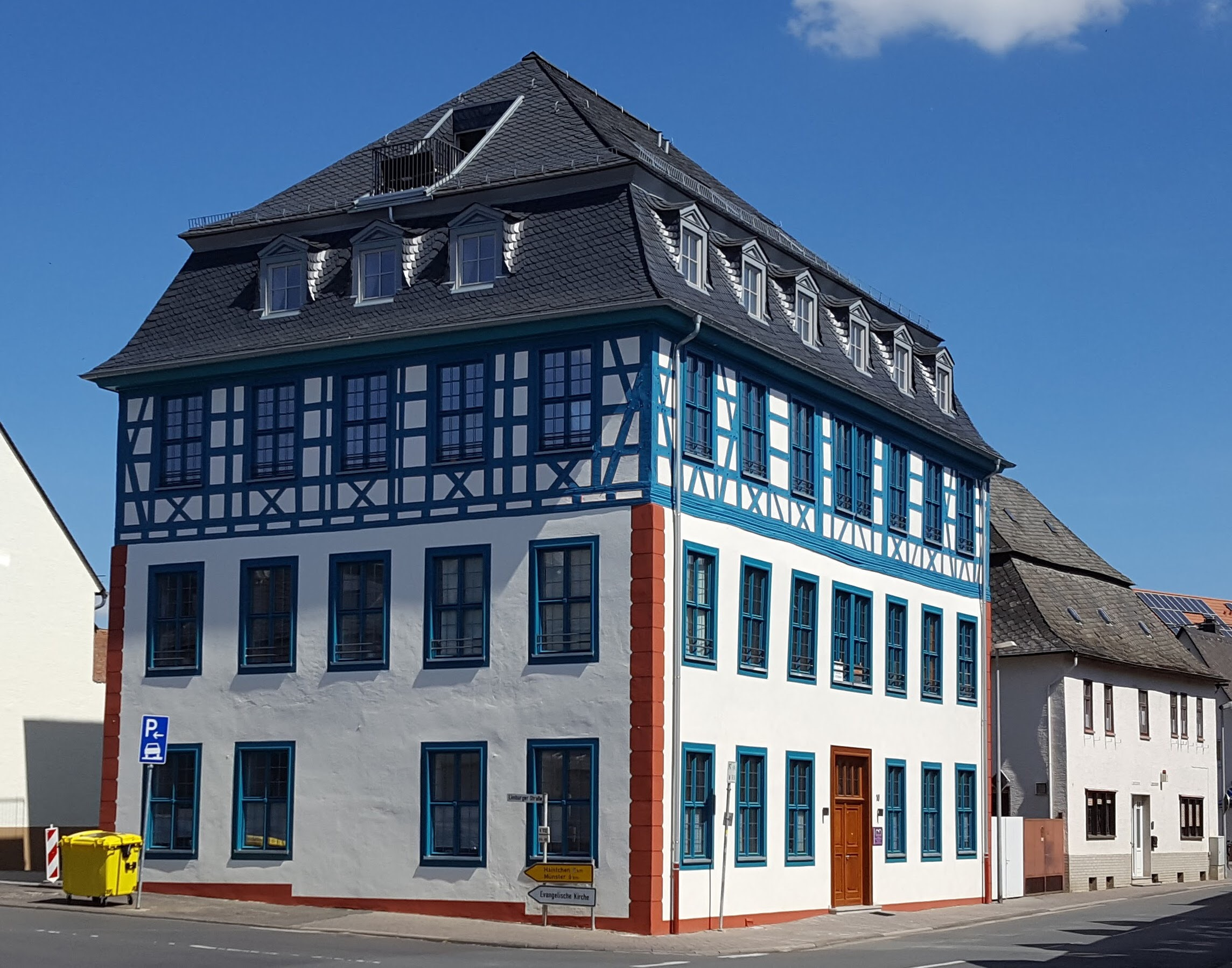
ニーダーゼルタースの旅館「ツーム・レミシャー・カイザー」

## 経済と社会資本

### ゼルタースヴァッサー

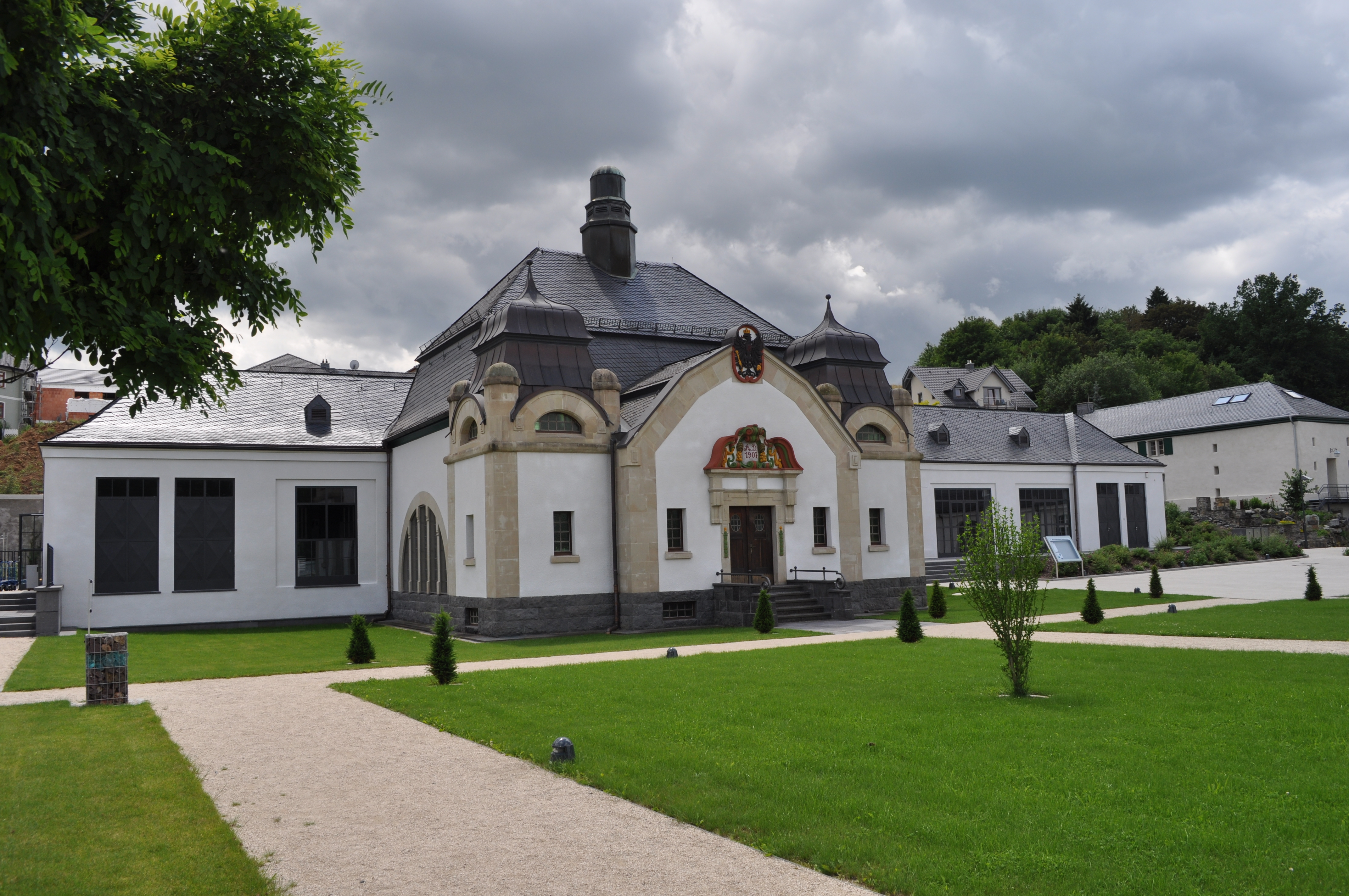
ゼルタースの水源

ニーダーゼルタース地区には「ゼルタースヴァッサー」という名の鉱泉がある。ゼルタース水源は772年に初めて記録されている。1581年にヴォルムスの町医者ヤーコプ・テオドール・タベルネモンタヌスは、その著書である源泉の年代記「Neuw Wasserschatz」でニーダーゼルタースの鉱泉に10ページを費やし、この鉱泉の名声の基礎を築いた。その後、間を置かずにささやかな温泉業が発展した。
それほど重要でない飲用療法の他に、トリーア選帝侯は、石の瓶に詰めた水の発送をケネンベッカーラントからスカンジナビア、ロシア、北アメリカ、アフリカ、さらには1791年に記録されているようにオランダ領東インドのバタヴィアに至るまで、急速に拡大させた。瓶に刻印されたゼルタースという地名は、その後すぐに世界的に有名なミネラルウォーターのブランド名「ゼルタースヴァッサー」の起源となった。ナッサウ公国は1803年に都合の良い収入源としてニーダーゼルタースを引き継ぎ、輸出会社を設立した。1866年のプロイセンによるナッサウ併合後、水事業は「ケーニヒリヒ・ゼルタース」（直訳: 王立ゼルタース）、君主制終焉後は「シュターツクヴェレ・ニーダーゼルタース」（直訳: 州立源泉ニーダーゼルタース）となった。ヘッセン州はプロイセンの権利継承者としてゼルタース源泉を1970年に売却した。その後所有者は頻繁に入れ替わった。ニーダーゼルタースの源泉での瓶詰めは1999年に修了した。2001年からは、ゼルタース町がこの水源の所有者となっている。
ブルネンテンペル、ゼルタースヴァッサー博物館、ハウストルンク施設、公園、イベントスペースおよび託児所からなるゼルタース鉱泉源の改修は2011年6月26日に完成した。ゼルター鉱泉源は、ジオパーク・ヴェスターラント＝ラーン＝タウヌス総合コンセプトの一部である。

### 交通
ゼルタースは、連邦アウトバーン A3号線のバート・カムベルク・インターチェンジから約 5 km の交通の便が良い場所にあることから、人気の住宅地に発展した。この他に連邦道 B8号線がニーダーゼルタースを通っている。
ニーダーゼルタース地区には、マイン＝ラーン鉄道の駅がある。最寄りの広域鉄道の駅はリムブルク南駅である。

### 教育
ゼルタースには、ミッテルプンクトシューレ・ゴルデナー・グルントが存在する。この学校は、基礎課程、本課程、実科学校の各部門が設けられている。上級の学校としては、バート・カムベルクのタウヌスシューレがある。さらにゼルタース出身の生徒たちはリムブルク・アン・デア・ラーンの学校に進学する。

### 公共施設
- カトリックのアイゼンバッハ幼稚園
- 町立のハインチェン幼稚園
- 福音主義教会のミュンスター幼稚園
- カトリックのニーダーゼルタース幼稚園
- アイゼンバッハ消防団
- ハインチェン消防団
- ミュンスター消防団
- ニーダーゼルタース消防団

### 訳注
1. ↑  ヴィルゲスからベンドルフにかけての、ラインラント＝プファルツ州北東部の文化圏